# Le Brethon
 Le Brethon  là một xã ở tỉnh Allier thuộc miền trung nước Pháp.